# Antonio Riva
Pour les articles homonymes, voir Riva.
Antonio Riva, né à Shanghai (Chine) le 8 avril 1896 et mort à Pékin (Chine) le 17 août 1951, était un officier de l'armée de l'air italienne (grade de capitaine), pilote et as de l'aviation durant la Première Guerre mondiale.

## Biographie
Accusé d'avoir participé à un complot visant à assassiner Mao Zedong et d'autres hauts dignitaires communistes chinois, Antonio Riva est exécuté par un peloton d'exécution à Pékin en 1951 en même temps que Ruichi Yamaguchi, citoyen japonais également convaincu d'avoir pris part au complot.
Avant l'exécution, le 29 décembre 2009, d'Akmal Shaikh, un ressortissant britannique de cinquante-trois ans accusé de trafic d'héroïne, Antonio Riva était considéré comme étant le dernier occidental à avoir été condamné à mort puis exécuté par la République Populaire de Chine,.